# Galva (Illinois)
Galva – miasto w Stanach Zjednoczonych, w stanie Illinois, w hrabstwie Henry.